# Odin Tabac
Odin Tabac, född 24 april 2003, död 1 augusti 2022, var en svensk kallblodig travhäst.

## Bakgrund
Odin Tabac var en stickelhårig svartbrun hingst efter Moe Odin och under Emma Tabac (efter Toddy). Han föddes upp av Gerth-Ove Karlsson, Östervåla och ägdes av Five Riders AB, Heby. Han tränades och kördes av Håkan Wallberg (2005–13), Johanna Hedlund (2014–15), Jörgen Westholm (2016–18). Då han tävlade i monté reds han av Johanna Hedlund.

### Karriär
Odin Tabac tävlade mellan 2005 och 2018 och sprang in 3 567 965 kronor på 102 starter, varav 41 segrar, 21 andraplatser och 8 tredjeplatser. Han tog karriärens största segrar i Monté-SM för kallblod (2013), Svenskt mästerskap för kallblod (2016) och Unionskampen (2017). Bland andra större meriter räknas segrarna i Vårbjörken (2017), andraplatserna i Svenskt mästerskap för kallblod (2017, 2018) samt tredjeplatserna i Alm Svartens Æresløp (2017) och Åby Stora Kallblodspris (2018).

### Som avelshingst
Efter säsongen 2018 avslutade Odin Tabac sin tävlingskarriär för att istället vara verksam som avelshingst. Han blev far till 45 färdigregistrerade svenskfödda avkommor, varav den mest framgångsrika vid hans död var Höstbo Stig.
Odin Tabac dog den 1 augusti 2022.